# Charles Dawson

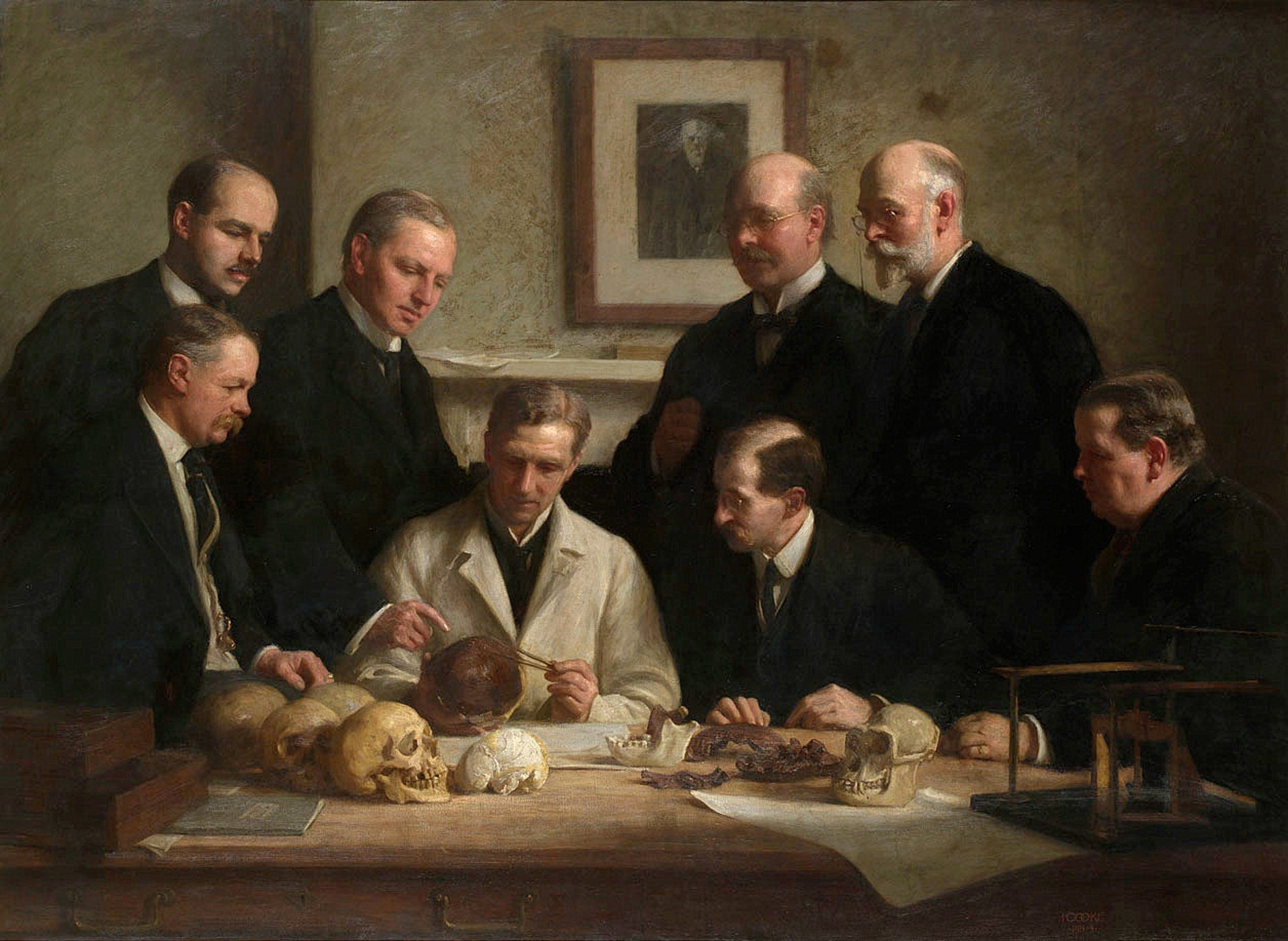
Obraz Johna Cooke’a z 1915 roku, przedstawiający grupę uczonych z czaszką Człowieka z Piltdown. Dawson ukazany w drugim rzędzie, drugi z prawej.

Charles Dawson (ur. 11 lipca 1864, zm. 10 sierpnia 1916) – brytyjski prawnik i archeolog amator, domniemany autor tzw. Człowieka z Piltdown, jednego z najgłośniejszych fałszerstw w historii nauki.
Chociaż od wczesnej młodości interesował się przyrodoznawstwem, nie otrzymał nigdy żadnego formalnego wykształcenia w tej dziedzinie, kontynuując praktykę prawniczą ojca. Przez wiele lat prowadził amatorskie prace wykopaliskowe na terenie południowej Anglii, poszukując skamieniałości i artefaktów historycznych. W 1885 roku został członkiem Londyńskiego Towarzystwa Geologicznego. Rozgłos przyniosło mu odkrycie na początku lat 90. XIX wieku trzech nieznanych dotychczas gatunków z okresu kredy, nazwanych jego nazwiskiem: rośliny Salaginella dawsoni, dinozaura Iguanodon dawsoni oraz wczesnego ssaka Plagiaulax dawsoni. Pierwsze dwa okazy są autentyczne, Plagiaulax dawsoni po dokładnych badaniach przeprowadzonych w latach 60. XX wieku okazał się jednak fałszerstwem. W kolejnych latach Dawson ogłosił odkrycie wielu zabytków pochodzących z okresu rzymskiego panowania w Brytanii, pośród których znajdowały się m.in. żelazna figurka i pokryte stemplami cegły. Te i ponad 30 innych przedmiotów zdemaskowano później jako wykonane współcześnie podróbki. W uznaniu za zasługi na polu archeologicznym został w 1895 roku wybrany członkiem Society of Antiquaries of London.
Dawson odegrał czołową rolę w nagłośnionym w 1912 roku rzekomym odkryciu szczątków tzw. Człowieka z Piltdown (Eoanthropus dawsoni), mającego być „brakującym ogniwem” w ludzkiej ewolucji, dowodzącym istnienia na obszarze Europy odrębnej linii rozwojowej człowiekowatych. Znalezisko dopiero w 1953 roku zostało zdemaskowane jako mistyfikacja. Dokładna rola Dawsona w fałszerstwie jest trudna do ustalenia. Nie wiadomo, czy działał sam, czy był tylko jednym z kilku uczestników mistyfikacji. Niektórzy biografowie oczyszczają go nawet z winy, twierdząc, że został nieświadomie wykorzystany przez rzeczywistych fałszerzy.